# Stazione di Spadafora
La stazione di Spadafora è una fermata ferroviaria posta sulla linea Palermo-Messina. Serve il centro abitato di Spadafora.

## Storia
La fermata di Spadafora venne attivata il 22 novembre 2009 come parte del nuovo tracciato in variante fra Rometta e Pace del Mela.

## Struttura
La stazione dispone di due binari, uno per ciascuna direzione.